# Daya (ca sĩ)
Grace Martine Tandon (sinh ngày 24 tháng 10 năm 1998), thường được biết đến với nghệ danh Daya (phát âm là /deɪ.ə/), là một ca sĩ và nhạc sĩ người Mỹ đến từ Pittsburgh, Pennsylvania. Cô đã ký hợp đồng với Artbeatz, Z Entertainment, và RED Distribution, phát hành album mở rộng tựa đầu tiên của cô (EP), Daya, vào ngày 4 tháng 9 năm 2015, bao gồm bài hát Hide Away", đạt vị trí 23 trên Billboard Hot 100. Cô đã phát hành album studio đầu tay Sit Still, Look Pretty vào ngày 7 tháng 10 năm 2016.

## Đầu đời
Daya sinh ra ở Pittsburgh và lớn lên ở ngoại ô Mount Lebanon, Pennsylvania. Ông nội của cô là người Mỹ gốc Ấn, một người Punjabi di cư từ Punjab, Ấn Độ đến Hoa Kỳ. Tên sân khấu Daya của cô là từ tiếng Phạn mang nghĩa "từ bi" hay "lòng tử tế". Cô theo học trường St. Bernard, sau đó cô đến Mt. Lebanon High School, nơi cô tốt nghiệp vào tháng 6 năm 2016. Năm 3 tuổi, Daya bắt đầu học piano, cuối cùng chuyển sang piano jazz ở tuổi mười một. Trong khoảng thời gian này, cô đã học chơi guitar, ukulele, saxophone, và sáo.
Daya đã theo học với tư cách là sinh viên của Nhạc viện Accelerando, thuộc sở hữu của Christina Chirumbolo, ở Pittsburgh. Ở đó, cô đã gặp nhà viết nhạc, nhà sản xuất Gino Barletta, một đồng nghiệp của Chirumbolo, người đã từng thăm trường học với tư cách là một giảng viên. Chirumbolo và Barletta thành lập INSIDE ACCESS, một tổ chức âm nhạc, hai người đã làm việc với Daya và cuối cùng đã mời cô đến Los Angeles vào tháng 2 năm 2015 để làm việc cùng

## Sự nghiệp âm nhạc
Sự nghiệp âm nhạc chuyên nghiệp của Daya bắt đầu khi cha mẹ cô cùng cô đến Los Angeles làm việc với Christina Chirumbolo và Gino Barletta, những người thành lập INSIDE ACCESS cùng vơi Accelerando, Brett McLaughlin, Britten Newbill và Noisecastle III tại Paramount Recording Studios. Tại đây, đĩa đơn đầu tay của cô "Hide Away" đã được viết và thu âm. Barletta đã giới thiệu Daya cho Steve Zap của Z Entertainment. Daya, lúc đó là một thiếu niên, nên cô cho biết cô không nghĩ rằng sẽ có chuyện gì xảy ra và quay trở lại trường trung học vào ngày hôm sau. Một chuyên gia quảng cáo, Zap đã thích bài hát và quan tâm đến việc giúp quảng bá cho ca sĩ, từ đó tiến đến việc thành lập một nhãn hiệu độc lập với Barletta tên là Artbeatz.
Daya đã phát hành bài hát "Hide Away" vào ngày 22 tháng 4 năm 2015. Bài hát đã nhận được sự ủng hộ của nhiều blogger nổi tiếng bao gồm Tyler Oakley và Perez Hilton, có người đã bình luận rằng: "Có điều gì đó đặc biệt trong giọng hát của Daya". Jason Lipshutz của Billboard cũng đã trình bày single trên trang web chính thức của họ, ghi chú rằng "một sự ra mắt tuyệt diệu".

Daya đã xuất hiện trên truyền hình khi biểu diễn "Hide Away" trên Today with Kathie Lee and Hoda vào ngày 21 tháng 8 năm 2015 dưới tên "Artist to Watch" của Elvis Duran. Cô đã trở lại với Today trong chương trình hoà nhạc mùa hè vào ngày 28 tháng 6 năm 2016.
Sau thành công đó, Daya đã phát hành album EP, Daya, có sáu bài hát, bao gồm "Hide Away", vào ngày 4 tháng 9 năm 2015. EP được trình chiếu sớm trong ngày đầu tiên của Billboard, và ra mắt ở vị trí 161 trên Billboard 200, đẩy "Hide Away" lên vị trí 40 trên bảng xếp hạng Billboard Pop Songs.

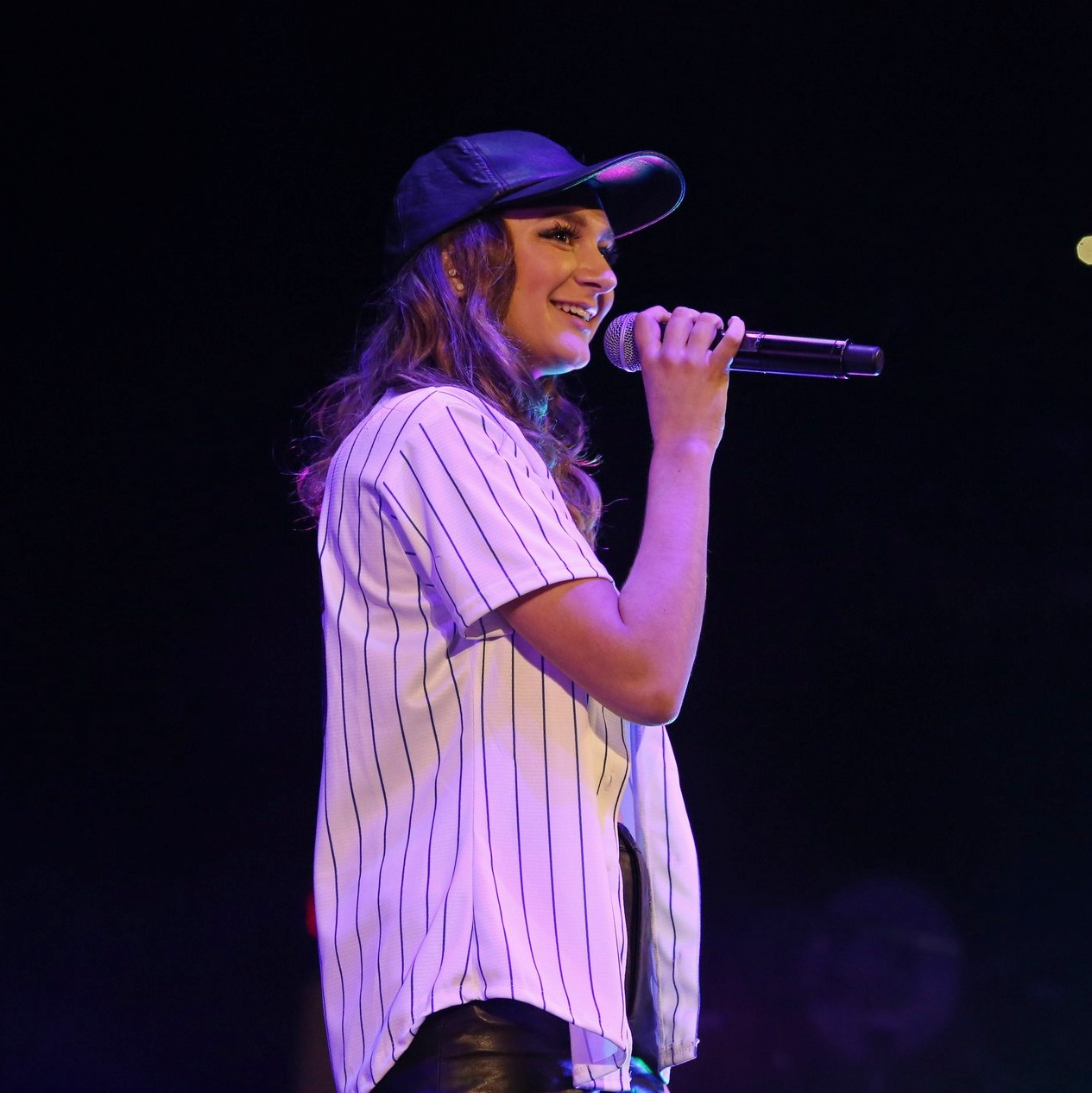
Daya biểu diễn ở Chicago

Ngày 30 tháng 10 năm 2016 cô phát hành đĩa đơn dạng đĩa của cô qua Target
Vào tháng 2 năm 2016, cô tham gia vào ca khúc "Don't Let Me Down" của The Chainsmokers, và cuối cùng đạt được vị trí thứ 3 trên Hot 100, trở thành ca khúc đứng đầu top 40 và đứng đầu bảng 10. Cô cũng phát hành đĩa đơn thứ hai từ Tựa đề EP của cô, "Sit Still, Look Pretty", ra mắt ở vị trí số 100 và đạt vị trí 28, đứng thứ ba trên 40.
Daya đã được mời biểu dễn tại Nhà Trắng vào lễ Phục Sinh, nơi cô và gia đình Tổng thống Obama gặp gỡ.
Ngày 15 tháng 11 năm 2016, Daya phát hành bài hát "Words" của cô ấy như là đĩa đơn thứ ba của cô trong album đầu tay Sit Still, Look Pretty.
Vào ngày 6 tháng 12 năm 2016, đã có thông báo rằng "Don't Let Me Down" đã được đề cử cho giải Grammy
Vào ngày 12 tháng 2 năm 2017, "Don't Let Me Down" đã giành được giải Grammy cho hạng mục nhạc nhảy hay nhất tại Lễ trao giải Grammy thường niên lần thứ 59, khiến nó trở thành ca sĩ Grammy đầu tiên chiến thắng.

## Danh sách đĩa nhạc
- Sit Still, Look Pretty (2016)

## Phim tham gia
| Năm  | Tiêu đề        | Vai trò    | Chú ý                                         |
| ---- | -------------- | ---------- | --------------------------------------------- |
| 2016 | School of Rock | Chính mình | "I Put a Spell on You" on You" (Mùa 2: tập 5) |

## Giải thưởng và đề cử
| Năm  | Giải thưởng                 | Hạng mục                                 | Đối tượng                | Kết quả      |
| ---- | --------------------------- | ---------------------------------------- | ------------------------ | ------------ |
| 2016 | Radio Disney Music Awards   | Best New Artist                          | Chính mình               | Đề cử        |
| 2016 | MTV Video Music Awards      | Best Electronic Video                    | "Don't Let Me Down"      | Đề cử        |
| 2016 | Latin American Music Awards | Favorite Dance Song                      | "Don't Let Me Down"      | Đề cử        |
| 2016 | American Music Awards       | Collaboration of the Year                | "Don't Let Me Down"      | Đề cử        |
| 2017 | Grammy Awards               | Best Dance Recording                     | "Don't Let Me Down"      | Đoạt giải    |
| 2017 | iHeartRadio Music Awards    | Dance Song of the Year                   | "Don't Let Me Down"      | Đề cử        |
| 2017 | iHeartRadio Music Awards    | Best Collaboration                       | "Don't Let Me Down"      | Đề cử        |
| 2017 | iHeartRadio Music Awards    | Best Music Video                         | "Don't Let Me Down"      | Đề cử        |
| 2017 | iHeartRadio Music Awards    | Best New Pop Artist                      | Chính mình               | Đề cử        |
| 2017 | Kids' Choice Awards         | Favorite New Artist                      | Chính mình               | Đề cử        |
| 2017 | WDM Radio Awards            | Best Electronic Vocalist                 | Chính mình               | Chưa công bố |
| 2017 | WDM Radio Awards            | Best Trending Track                      | "Don't Let Me Down"      | Chưa công bố |
| 2017 | Radio Disney Music Awards   | Best Dance Track (Best Song to Dance To) | "Don't Let Me Down"      | Chưa công bố |
| 2017 | Radio Disney Music Awards   | Song of the Year                         | "Sit Still, Look Pretty" | Chưa công bố |
| 2017 | Radio Disney Music Awards   | Breakout Artist of the Year              | Chính mình               | Chưa công bố |